# Castello di Arundel
Il castello di Arundel è un castello medievale ristrutturato ubicato ad Arundel, nel West Sussex, suo primo proprietario fu Roger Mortimer, I conte di Shrewsbury e venne inaugurato nel 1067, anche se fonti storiche citano il castello già all'epoca di Edoardo il Confessore (r. 1042–1066) . Roger fu anche il primo tenutario del titolo di Conte di Arundel per volere di Guglielmo I d'Inghilterra. La Guerra civile inglese danneggiò seriamente il castello a causa degli scontri fra realisti e parlamentari, esso venne quindi ristrutturato fra il XVIII e il XIX secolo. Fin dall'XI secolo il castello è stato la residenza principale di alcune importanti famiglie inglesi e da diversi secoli è sede residenziale del Duca di Norfolk ed è Monumento classificato al primo grado.

## Dai normanni agli Howard
Partendo da un'originaria struttura in Motte e bailey poco dopo la Conquista normanna dell'Inghilterra cominciarono i lavori di ricostruzione del castello di Arundel per volere di Guglielmo I d'Inghilterra che scelse questo castello forse attratto dalla sua posizione alla foce del fiume Arun. A capo del castello fu posto Roger Mortimer, I conte di Shrewsbury, questi era uno dei cugini del re e mentre questi conquistava il trono inglese era rimasto in Normandia per mantenere la pace, per ricompensarne la lealtà Guglielmo gli donò diverse terre nelle Marche gallesi ed altre sparse per il paese inclusa una buona porzione del Sussex. Insieme al castello ebbe anche il titolo di Conte di Arundel benché normalmente si consideri come primo conte William d'Aubigny, I conte di Arundel che ricevette il titolo nel 1143.
Quando Roger morì nel 1094 il castello tornò nelle mani della corona ed Enrico I d'Inghilterra nel testamento predispose che esso dovesse passare alla sua seconda moglie Adeliza di Lovanio e quando questa nel 1138, dopo tre anni di vedovanza, si sposò con William d'Aubigny gli portò in dote castello e proprietà relative.
Da quel momento il castello passò attraverso le generazioni in modo tutto sommato tranquillo esclusi alcuni periodi in cui tornò brevemente in mano alla corona. Gli Aubigny, che lo detennero fino al 1243, operarono molti cambiamenti e lo ristrutturarono in modo che potesse incontrare il gusto dei nobili dell'epoca.
Nel 1139, in piena guerra civile scoppiata a causa della contesa sul trono di Matilde d'Inghilterra, figlia di Enrico I e suo cugino Stefano I d'Inghilterra che s'era rapidamente impossessato del trono alla morte dello zio, William chiese a Matilde di soggiornare al castello mentre si apprestava a incontrare il rivale. Gli appartamenti costruiti per l'imperatrice e il suo seguito esistono ancora oggi.
Alla morte di William nel 1176 il castello tornò alla corona ed Enrico II d'Inghilterra, figlio di Matilde, spese molto denaro per rinnovare il castello che era ormai usato per uso abitativo. Alla morte di Enrico il castello andò al suo erede Riccardo I d'Inghilterra che lo offrì nuovamente ai D'Aubigny nella persona di William d'Aubigny, III conte di Arundel (prima del 1180-1º febbraio 1221), ultimo discendente maschile della famiglia fu Hugh d'Aubigny, V conte di Arundel che morì giovane il 7 maggio 1243). Ad ereditare titolo e proprietà fu quindi John FitzAlan, VI conte di Arundel, nipote di Hugh attraverso il matrimonio della di lui sorella Isabel d'Aubigny con John Fitzalan, signore di Oswestry. La linea ereditaria dei FitzAlan continuò ininterrotta fino al 1580.
Quando nel 1272 morì John FitzAlan, VII conte di Arundel il castello e il titolo passarono al figlio di cinque anni Richard FitzAlan, VIII conte di Arundel, tredici anni dopo Edoardo I d'Inghilterra concesse a Richard il diritto sia di tenere due fiere l'anno presso il castello così come il diritto di raccogliere le tasse. Tale concessione permise alla famiglia di mettere insieme abbastanza denaro per fare lavori di ristrutturazione giacché la struttura stava iniziando a versare in cattive condizioni. Con il denaro venne aggiunta una torre e ricostruito il corpo di guardia. Nel 1326 Edmund FitzAlan, IX conte di Arundel venne giustiziato per volere di Isabella di Francia a causa del suo sostegno ad Edoardo II d'Inghilterra, marito di Isabella che ella voleva detronizzare insieme all'amante Ruggero Mortimer, I conte di March.
Nel 1331 Edoardo III d'Inghilterra ridiede il titolo e le proprietà a Richard FitzAlan, X conte di Arundel il quale nel 1346 combatté con il re e con Edoardo il Principe Nero alla Battaglia di Crécy. A lui si deve anche la costruzione della cappella FitzAlan, posta ai margini del castello e costruita dopo la sua morte secondo la sua volontà.
Il suo successore Richard FitzAlan, XI conte di Arundel servì Riccardo II d'Inghilterra, i due ebbero un rapporto estremamente travagliato a causa delle diverse visioni politiche e subirono un'ulteriore incrinatura quando Richard arrivò tardi al funerale della regina Anna di Boemia nel 1394. Tre anni dopo sia lui che lo zio del re Tommaso Plantageneto, I duca di Gloucester, vennero arrestati e uccisi con l'accusa d'aver complottato contro il sovrano.
Riccardo donò quindi il castello al fratellastro John Holland, I duca di Exeter, ma quando questi venne giustiziato da Enrico IV d'Inghilterra, che nel 1399 aveva detronizzato il cugino Riccardo, esso venne restituito insieme al titolo al figlio di Richard, Thomas FitzAlan, XII conte di Arundel che sposò Beatriz d'Aviz figlia naturale di Giovanni I del Portogallo.
La linea maschile dei FitzAlan terminò quando Mary FitzAlan sposò Thomas Howard, IV duca di Norfolk, questi venne giustiziato nel 1572 per aver cospirato insieme a Maria Stuarda, tuttavia suo figlio Philip Howard alla morte del nonno materno avvenuta nel 1580 ereditò il contado e le proprietà annesse.

## Verso i giorni nostri
Anche se gli Howard detennero il castello per secoli esso non fu la sola loro residenza, né quella che preferirono in assoluto, essi infatti dedicarono tempo e denaro a restaurare o costruire altre abitazioni come la Norfolk House, sita a Londra e costruita nel 1772, e un'altra casa a Worksop.
Durante la Guerra civile inglese il castello subì diversi danni e si dovette aspettare l'arrivo di Charles Howard, XI duca di Norfolk che a partire dal 1787 e per molti anni a venire diede luogo a ingenti lavori di restauro allo scopo di potervi vivere e ospitarvi altre persone. Molti dei suoi lavori hanno subito ulteriori modifiche, ma la biblioteca è esattamente come lui l'aveva voluta. La Follia costruita sulla collina sopra il lago Swanbourne fu costruita per il duca da Francis Hiorne, qui nel 1815 il duca, poco prima della morte, tenne grandi celebrazioni in commemorazione del seicentesimo anniversario della Magna Charta.
Nel 1846 Vittoria del Regno Unito e suo marito Alberto di Sassonia-Coburgo-Gotha decisero di sostare al castello di Arundel e Henry Howard, XIII duca di Norfolk dispose di compiere parecchi lavori in vista dell'arrivo della coppia reale. Venne commissionata la costruzione di un nuovo gruppo di appartamenti per il principe consorte, un ritratto della regina, il riarredo di diverse stanze con suppellettili ed oggetti d'arredo di gusto vittoriano ed anche il restauro delle stanze per il seguito. La regina e il marito vennero ricevuti il 1º dicembre da Edward Howard-Gibbon (9 agosto 1799-22 giugno 1849), zio del duca, e da altri dignitari della città e durante la sua visita la regina visitò i dintorni inclusa la vicina Petworth House.
Poco dopo i lavori di restauro vennero ripresi da Henry Fitzalan-Howard, XIV duca di Norfolk, egli morì prematuramente e lasciò il compito al figlio Henry Fitzalan-Howard, XV duca di Norfolk che terminò l'opera nel 1900, vennero modificati i giardini, le finestre in modo che gli interni avessero più luce e il corpo di guardia che si cercò, però, di lasciare pressoché intatto nella sua forma originale.
Bernard Fitzalan-Howard, XVI duca di Norfolk pensò di lasciare il castello al National Trust, ma la sua morte avvenuta nel 1975 ne cancellò anche il piano, suo figlio Miles Stapleton-Fitzalan-Howard, XVII duca di Norfolk creò infatti un fondo economico che garantisse il mantenimento del castello. Attualmente il castello è residenza di Edward Fitzalan-Howard, XVIII duca di Norfolk e parte di esso e i giardini sono regolarmente aperti al pubblico.